# بهش بگو عشق
بهش بگو عشق (کره‌ای: 사랑이라 말해요؛ انگلیسی: Call It Love) یک مجموعهٔ اینترنتی کره جنوبی سال ۲۰۲۳ با بازی لی سونگ کیونگ و کیم یونگ کوانگ است. این مجموعه از ۲۲ فوریه ۲۰۲۳ در دیزنی پلاس در مناطق منتخب منتشر شد.

## خلاصه داستان
زندگی شیم وو جو پس از مرگ پدرش رو به سراشیبی می‌رود. پس از مرگ پدرش، معشوقهٔ پدرش او را از خانه بیرون می‌کند. وو جو می‌خواهد انتقام بگیرد اما عاشق هان دونگ جین، پسر معشوقهٔ سابق پدرش می‌شود.

## بازیگران

### اصلی
- لی سونگ کیونگ در نقش شیم وو جو[۳]
- کیم یونگ کوانگ در نقش هان دونگ جین[۴]
- سونگ جون در نقش یون جون[۵]
- هانی در نقش کانگ مین یونگ[۶]
- کیم یه وون در نقش شیم هه سونگ[۷]

### مکمل
- سو دونگ وون در نقش چا یونگ مین[۸]
- پارک جین آه در نقش هیون جی هیونگ[۹]
- یون جه هیونگ در نقش کانگ گون[۱۰]